# محمد فرح عیدید
محمد فرح عیدید (سومالیایی: Maxamed Faarax Xasan Caydiid; ۱۵ دسامبر ۱۹۳۴ – ۱ اوت ۱۹۹۶) سیاست‌مدار اهل سومالی بود.